# Reprezentacja Polski U-15 w piłce nożnej kobiet
Reprezentacja Polski U-15 w piłce nożnej kobiet – drużyna piłkarska do lat 15, reprezentująca Rzeczpospolitą Polską w meczach i sportowych imprezach międzynarodowych, jest jednym z trzech kobiecych młodzieżowych piłkarskich zespołów narodowych w kraju, powoływanym przez selekcjonera, w którym występować mogą wyłącznie zawodniczki posiadające obywatelstwo polskie i które w momencie przeprowadzania imprezy docelowej (finałów Mistrzostw Europy) rocznikowo nie przekroczyły 15 roku życia. Za jej funkcjonowanie odpowiedzialny jest Polski Związek Piłki Nożnej (PZPN). Trenerem reprezentacji jest Paulina Kawalec.

## Sztab szkoleniowy
- Trener: Katarzyna Barlewicz
- II trener: Jacek Tymosiak
- Trener analityk: Maciej Marczydło
- Trener bramkarek: Włodzimierz Kwiatkowski
- Fizjoterapeuci: Artur Bania, Bartosz Kursa
- Kierownik: Agata Koprowicz
- Lekarz: Joanna Borowik
- Trener przygotowania motorycznego: Patryk Gromek[1]

## Selekcjonerzy
- 2013–2014: Marcin Kasprowicz
- 2014–2016: Anna Gawrońska[2][3][4]
- 2016–2019: Patrycja Jankowska[3][4]
- 2019–2024: Paulina Kawalec[5]
- od 2024: Katarzyna Barlewicz[6]